# Fraates III
Fraates III – władca Królestwa Partów z dynastii Arsacydów w latach ok. 70–ok. 57 p.n.e.
Był synem Sinatrucesa, po którego śmierci objął rządy. Najważniejsze wydarzenia jego panowania były związane z wojną jaką Rzymianie prowadzili przeciwko Tigranesowi II, który kilkanaście lat wcześniej zdobył szereg partyjskich terytoriów na pograniczu Armenii i Medii Atropatene zwanych krainą "Siedemdziesięciu Dolin". Mimo tej zadawnionej wrogości Fraates początkowo w roku 69 p.n.e. odmówił zawarcia sojuszu z rzymskim dowódcą Lukullusem, zachowując neutralność. Dopiero kiedy w roku 66 p.n.e. na Wschód przybył Pompejusz, Fraates zawarł z nim przymierze i w następnym roku zaatakował Armenię korzystając z buntu syna Tigranesa, Tigranesa Młodszego, który poślubił jego córkę. Nie udało mu się jednak zdobyć Artaksaty. Tigranes Młodszy został wkrótce pobity przez swojego ojca i uciekł do obozu Pompejusza, który niedługo potem przyjął kapitulację Tigranesa II, pozostawił go jednak na tronie Armenii. Partowie odzyskali większość ziem dawniej utraconych na rzecz Tigranesa, a jego syn otrzymał prowincję Sophene jako apanaż, po to tylko żeby szybko stracić łaskę Pompejusza i zostać pod przymusem wysłanym do Rzymu. Próby odzyskania wolności dla swojego zięcia przez Fraatesa III zakończyły się fiaskiem, zaś Pompejusz zaczął prowadzić politykę w stosunku do niego wrogą, tytułując go jedynie królem, a tytuł Króla królów używając w stosunku do Tigranesa II, a ponadto rozpoczynając okupację wasalnego księstwa Partów Gordyene. Ponadto Pompejusz nawiązał bezpośrednie stosunki z innymi wasalami Fraatesa, władcami Medii i Elymais, tym samym dążąc do stworzenia całego łańcucha państw przyjaznych Rzymowi, które okrążałaby królestwo Partów. Fraates nie zdołał przedsięwziąć środków zaradczych przeciwko tej polityce, gdyż jego synowie Mitrydates i Orodes zamordowali go ok. roku 57 p.n.e.
Generalnie tytulatura używana przez Fraatesa III na jego monetach nie odbiega od tytulatury jego ojca. Na niektórych tetradrachmach używa on tytułu BAΣIΛEΩΣ MEΓAΛOY APΣAKOY ΘEOY EYEPΓETOY EΠIΦANOΣ ΦIΛEΛΛHNOΣ ([moneta] Wielkiego Króla Arsakesa Boga Dobroczyńcy Objawionego Przyjaciela Hellenów), na innych pomija tytuł ΘEOY (Bóg). Stosowanie tego ostatniego tytułu sugeruje że pretendował on do boskości podobnie jak niektórzy wcześniejsi władcy hellenistyczni i partyjscy.

### Źródła
- Plutarch: Żywoty równoległe. Kimon. Lukullus i ich porównanie. Z języka greckiego przełożyli, wstępami i komentarzami opatrzyli Lech Trzcionkowski i Aleksander Wolicki. Warszawa: Wydawnictwa Uniwersytetu Warszawskiego, 2012, seria: Akme. Źródła starożytne. ISBN 978-83-235-0955-4.

### Opracowania
- Łukasz Bazentkiewicz: Kampanie Lucjusza Licyniusza Lukullusa na Wschodzie 74–66 p.n.e.. Zabrze-Tarnowskie Góry: Wydawnictwo inforteditions, 2017. ISBN 978-83-64023-87-3.
- Ehsan Yarshater: The Cambridge History of Iran. Volume 3 (1). The Seleucid, Parthian and Sasanian Periods. Cambridge: Cambridge University Press, 1983. ISBN 0-521-20092-X.
- Encyclopaedia Britannica, 15th edition, Encyclopaedia Britannica Inc., William Benton, Publisher, 1943-1973, Helen Hemingway Benton, Publisher, Chicago/London/Toronto/Geneva/Sydney/Tokyo/Manila/Seoul/Johannesburg.